# Incunabula Short Title Catalogue

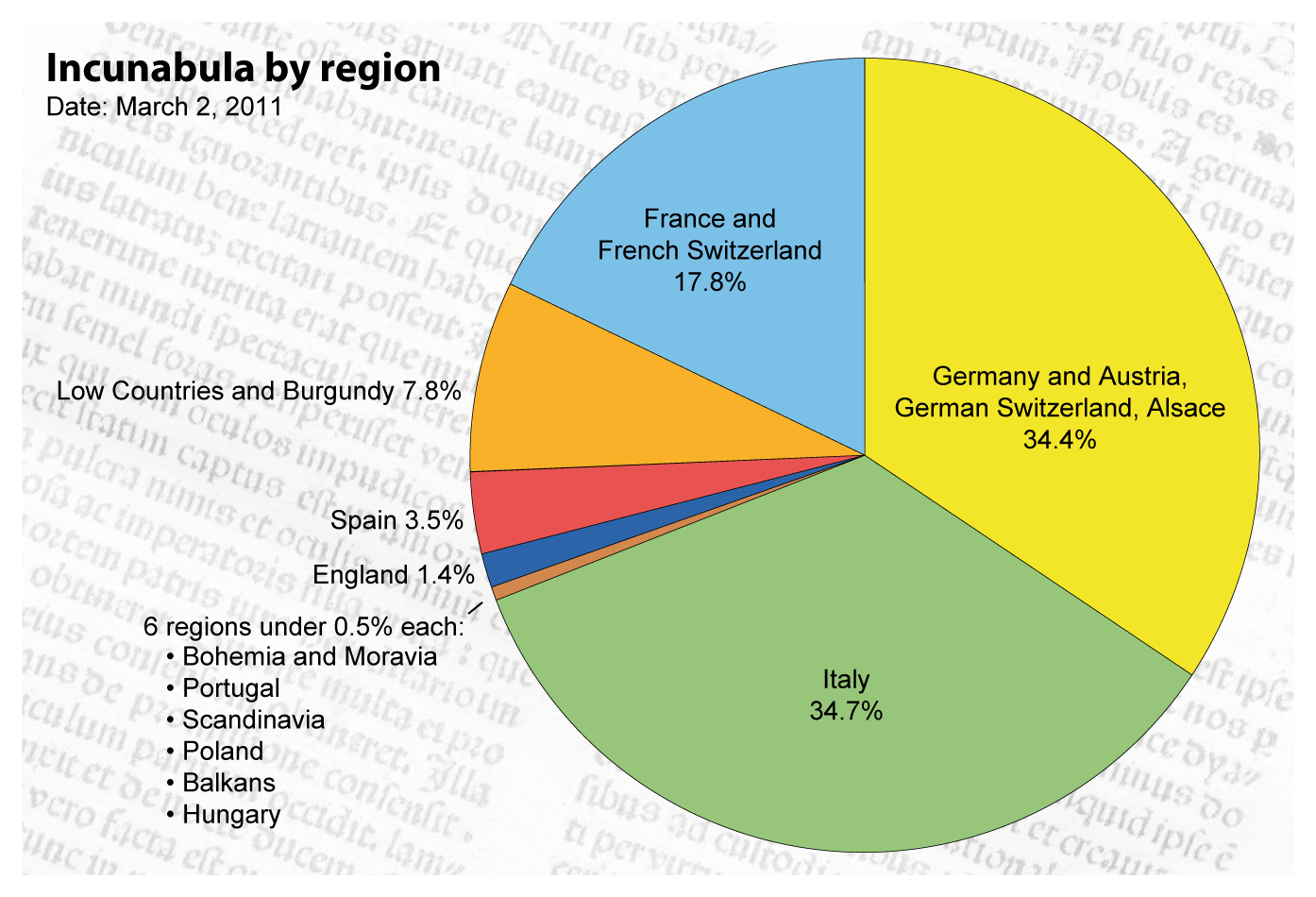
Distrubuce původu inkunábulí podle země původu (ISTC)

Incunabula Short Title Catalogue (ISTC) je projekt Britské knihovny, který si klade za úkol katalogizovat všechny inkunábule. Práce na katalogu započala roku 1980 a již od počátku byla data ukládána elektronicky a katalogizátoři se snažili zpracovat data z již vzniklých katalogů inkunábulí. Katalog si v průběhu času upevnil charakter metakatalogu inkunábulí shrnující všechny (nejdůležitější) katalogy. Oproti Gesamtkatalog der Wiegendrucke, který je šíří záběru srovnatelný, je ISTC v popisné části stručnější. K březnu 2014 evidoval ISTC 30 375 záznamů.